# 1887 Virton
Virton (asteróide 1887) é um asteróide da cintura principal, a 2,6794146 UA. Possui uma excentricidade de 0,1091986 e um período orbital de 1 905,38 dias (5,22 anos).
Virton tem uma velocidade orbital média de 17,17367443 km/s e uma inclinação de 9,60404º.
Esse asteróide foi descoberto em 5 de Outubro de 1950 por Sylvain Arend.